# Chữ Nôm
Chữ nôm of Nôm is een klassiek schrift voor het Vietnamees gebaseerd op het Chinese schrift. Gedurende meer dan een millennium is het het meest verspreide schrift voor het Vietnamees geweest.

## Geschiedenis
Oorspronkelijk bestonden twee Chinese karaktersets voor het Vietnamees: hán tự (漢字), dat zeer gesinificeerd was, en chữ nho (字儒), dat meer werd gebruikt.
Na de Vietnamese onafhankelijkheid van China in 939 begonnen geleerden de creatie van Nôm, een ideografisch schrift dat de Vietnamese spraak moest representeren. Voor de volgende 1 000 jaar – van de 10e eeuw tot in de 20e – werd veel van de Vietnamese literatuur, filosofie, geschiedenis, recht, geneeskunde, godsdienst en politiek geschreven in nom. Gedurende de 14 jaar van de Tây Sơn-keizers (1788-1802) werden alle administratieve documenten geschreven in chu nom.
Na het begin van de 20e eeuw werd chu nom vervangen door het quốc ngữ, dat is gebaseerd op het Latijns alfabet. Hoewel het grootste deel van de Vietnamese cultuur en geschiedenis in het chu nom is geschreven, kunnen slechts weinig Vietnamezen het heden ten dage lezen.
Nu dreigt een heel millennium van de Vietnamese geschiedenis verloren te gaan. Met de komst van het quoc ngu in de 20e eeuw is nom haast volledig uitgestorven. In 1920 vaardigde het koloniale bestuur een decreet uit tegen het gebruik van nom. Rond de 21e eeuw zijn er nog hooguit zo'n honderd geleerden wereldwijd die nom kunnen lezen.

## Structuur
De creatie van nom-karakters op basis van Chinese karakters kan worden samengevat in enkele principes:
- Men gebruikt Chinese karakters met ongeveer dezelfde uitspraak en betekenis, zoals 茶 (Pinyin: chá, Yale voor Kantonees: cha4, betekent "thee") voor het Vietnamees trà (eveneens "thee") en 羅 (Pinyin: luó, Yale voor Kantonees: lo4, betekent "gaas") voor het Vietnamees la (eveneens "gaas").
- Twee of drie Chinese karakters worden samengevoegd, waarbij soms naar betekenis en soms naar uitspraak wordt gekeken, zoals 月 ("maan") + 尚 (Pinyin: shàng, Yale voor Kantonees: seung6) geeft ? (afbeelding), wat "maand" betekent en tháng wordt uitgesproken. Of bijvoorbeeld 上 ("boven") + 天 ("hemel") geeft 𡗶 (afbeelding): trời oftewel "hemel".
- Een karakter wordt overgenomen voor zijn uitspraak, waarbij de betekenis volledig buiten beschouwing wordt gelaten, zoals bij 我 (Yale voor Kantonees: ngo5, "ik") wordt gebruikt voor het Vietnamees ngã of "vallen".

Afgezien hiervan zijn er nog heel wat andere manieren waarop nom-karakters zijn gecreëerd.
Merk op dat de uitspraak van de Chinese karakters vaak die van het Kantonees is, in plaats van die van het Standaardmandarijn.